# Doubting Thomas
Doubting Thomas é um filme norte-americano de 1935, do gênero comédia, dirigido por David Butler, com roteiro de William M. Conselman e Bartlett Cormack baseado na peça teatral The Torch-Bearers, de George Kelly.
O filme é estrelado por Will Rogers, Billie Burke, Alison Skipworth, Sterling Holloway, Andrew Tombes e Gail Patrick.

## Elenco
- Will Rogers como Thomas Brown
- Billie Burke como Paula Brown
- Alison Skipworth como Mrs. Pampinelli
- Sterling Holloway como Mr. Spindler
- Andrew Tombes como Huxley Hossefrosse
- Gail Patrick como Florence McCrickett
- Frances Grant como Peggy Burns
- Frank Albertson como Jimmy Brown
- Johnny Arthur como Ralph Twiller
- Helen Flint como Nelly Fell
- Fred Wallace como Teddy
- T. Roy Barnes como LaMaze
- Ruth Warren como Jenny
- John Qualen como Von Blitzen
- George Cooper como Stagehand
- Helen Freeman Corle como Mrs. Sheppard
- William "Billy" Benedict como Caddie